# Balistes capriscus
Balistes capriscus là một loài cá trong họ Cá nóc gai. Các loài có nguồn gốc ở phần nông của phía tây Đại Tây Dương từ Nova Scotia tới Argentina và cũng là phía đông Đại Tây Dương, Địa Trung Hải và tắt Angola trên bờ biển phía tây của châu Phi.